# Morehead, Kentucky
Morehead, Kentucky (енгл. Morehead) град је у америчкој савезној држави Кентаки.

## Демографија
По попису из 2010. године број становника је 6.845, што је 931 (15,7%) становника више него 2000. године.
| Група             | 2000.         | 2010.         |
| Белци             | 5.539 (93,7%) | 6.307 (92,1%) |
| Афроамериканци    | 152 (2,6%)    | 222 (3,2%)    |
| Азијати           | 90 (1,5%)     | 88 (1,3%)     |
| Хиспаноамериканци | 45 (0,8%)     | 133 (1,9%)    |
| Укупно            | 5.914         | 6.845         |